# Пейн, Марис
Марис Энн Пейн (англ. Marise Ann Payne; род. 29 июля 1964, Сидней) — австралийский юрист, политический и государственный деятель, член Либеральной партии, министр иностранных дел Австралии (2018—2022).

## Биография
Окончила Университет Нового Южного Уэльса, получив степени бакалавра искусств и бакалавра права. В 1982 году вступила в Либеральную партию, стала первой женщиной, возглавившей молодёжную организацию Национальное движение молодых либералов, в течение десяти лет работала в отделении Либеральной партии штата Новый Южный Уэльс.
В 1997 году была назначена сенатором Австралии от своего родного штата после отставки Боба Вудса, позднее переизбиралась в 2001, 2007 и 2013 годах.

### Работа в либеральных правительствах (2013—2018)
Министр социальных служб в 2013—2015 годах.
В марте 2014 года объявила о прекращении работы офисов государственного агентства страховой медицины Medicare Australia по субботам, поскольку в эти дни наблюдается снижение посещаемости на 60 %.
21 сентября 2015 года вступила в должность министра обороны в правительстве Малкольма Тернбулла, став первой женщиной на этой должности в истории Австралии и столкнувшись с необходимостью обеспечения действий австралийских войск на Ближнем Востоке.
В 2017 году Пэйн столкнулась с обвинениями в неэтичном поведении в связи с тем, что она является совладелицей не имеющей никаких достижений скаковой лошади Таракона. В числе других 11 пайщиков оказался Мэтт Хингерти (Matt Hingerty), управляющий директор лоббистской фирмы Бартона Дикина (Barton Deakin), среди клиентов которой есть известные производители вооружений — американская Lockheed Martin Overseas Group и итальянская Fincantieri SpA, осуществляющие поставки в Австралию. В числе других совладельцев скакуна фигурируют родные и близкие министра туризма штата Новый Южный Уэльс Стюарта Эйрса, с которым Пэйн долгое время состоит в близких отношениях. Сама она отрицает наличие конфликта интересов.
В мае 2018 года выразила решительное несогласие с мнением австралийского министра торговли Стивена Чобо. Тот заявил в интервью, отвечая на вопрос в контексте территориальных споров в Южно-Китайском море, имеет ли Китай право сажать там свои бомбардировщики: «Это должен решить Китай. С тем же успехом вы могли бы меня спросить, должна ли Россия что-нибудь сделать с одной из своих подводных лодок. Я не намерен пускаться в комментарии, читая лекции другим странам, что им можно делать, а что — нельзя». Пэйн в свою очередь резко высказалась против милитаризации упомянутого региона и потребовала активизации австралийской политики в этом направлении.

### Работа в правительствах Моррисона (2018—2022)
28 августа 2018 года получила портфель министра иностранных дел в правительстве Моррисона после отставки Джули Бишоп.
18 мая 2019 года правоцентристская коалиция одержала победу на парламентских выборах, и 29 мая было сформировано второе правительство Моррисона, в котором Пэйн получила портфели министра иностранных дел и министра по делам женщин.
19 апреля 2020 года призвала к международному расследованию роли Китая в возникновении пандемии коронавирусной инфекции COVID-19.
15 сентября 2021 года было провозглашено создание трёхстороннего альянса Австралии с США и Великобританией AUKUS для противостояния Китаю в индо-тихоокеанском регионе, в рамках которого Австралия разорвала контракт на строительство подводных лодок во Франции и объявила о планах использования американских технологий для создания собственного флота ядерных субмарин, хотя двумя неделями ранее Пэйн и министр обороны Австралии Питер Даттон подтверждали сохранение подписанного в 2016 году контракта с французской Naval Group на строительство 12 дизельных подводных лодок стоимостью 90 млрд австралийских долларов. 17 сентября Франция в знак протеста отозвала для консультаций своих послов из США и Австралии. Мэрис Пэйн, находясь в Вашингтоне, заявила, что понимает разочарование партнёров и надеется убедить их, что Австралия высоко ценит двусторонние отношения.